# Saintpaulia
 Der er for få eller ingen kildehenvisninger i denne artikel, hvilket er et problem. Du kan hjælpe ved at angive troværdige kilder til de påstande, som fremføres i artiklen.

Saintpaulia er en slægt af urteagtige stedsegrønne stauder i Gesneriaceae. Usambaraviol er navnet på en til flere arter eller hybrider i saintpaulia.
| Botanik | Spire Denne botanikartikel er en spire som bør udbygges. Du er velkommen til at hjælpe Wikipedia ved at udvide den. |